# Carl Gabriel Wadell
Carl Gabriel Wadell, född 4 april 1865, död 4 mars 1909 i Stockholm, var en svensk målare och kopist.
Han var son till Josefina Ingeborg Charlotta Hall i Gränna. Wadell arbetade mycket med kopieringsmålning och blev med tiden specialist på porträtt av Oscar II som han producerade i serie och sålde till billigt pris. 

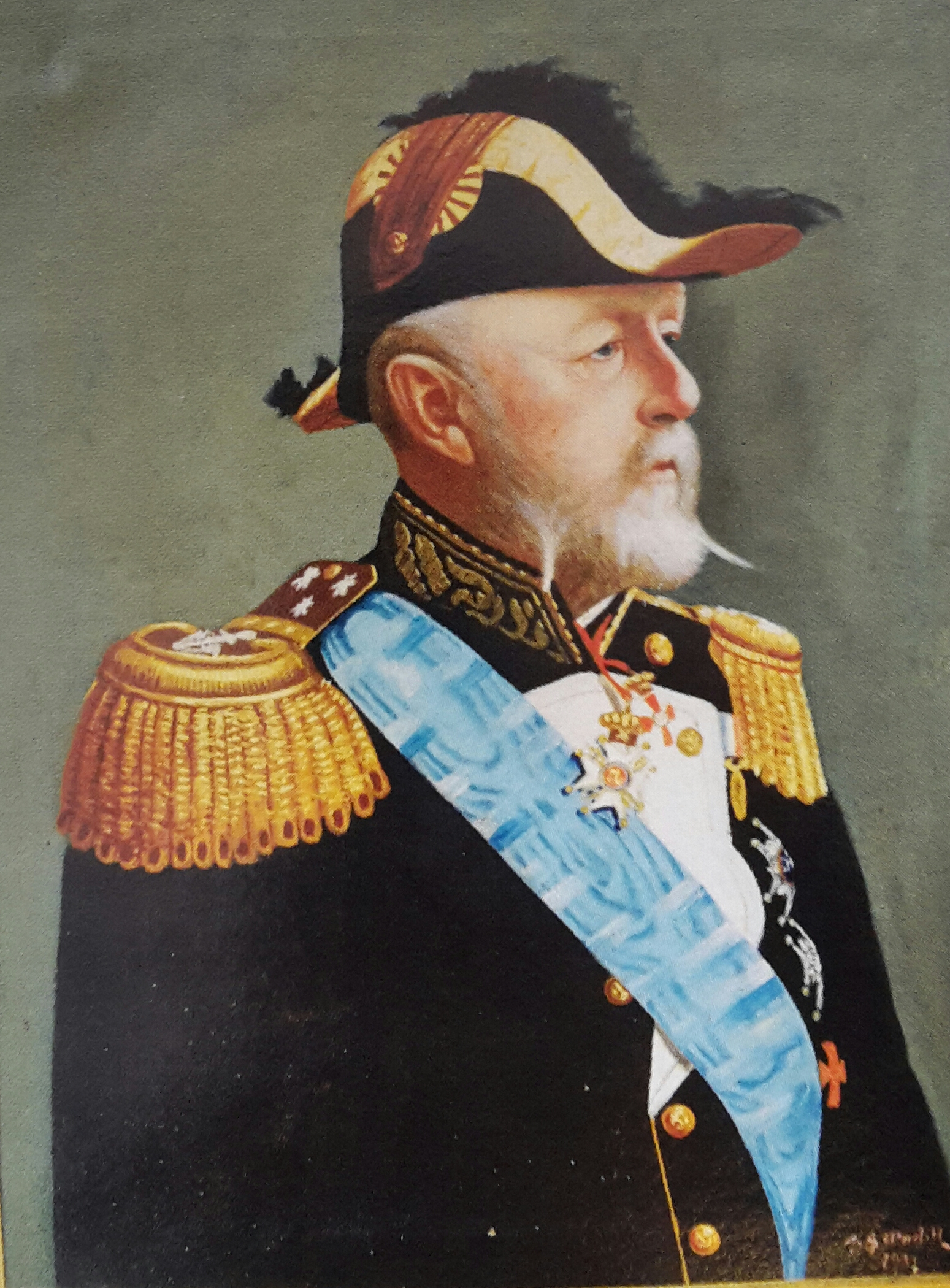
Oskar II målad av Carl Gabriel Wadell.jpg

Han var även skicklig i att kopiera Gustaf Cederströms Karl XII:s likfärd och Nils Forsbergs En hjältes död. I början av 1890-talet for han omkring med hyrvagn i Stockholm tillsammans med en livréklädd betjänt som bar och levererade tavlorna. Tillsammans med Richard Goldenson arbetade han med dekorationerna till Stockholmsutställningen 1897. Några av hans Oskar II-porträtt letade sig in på museum bland annat finns ett på Falsterbo museum och i början av 1900-talet fanns ett på Svenska legationen i Paris. 